# اورویتسا
شهر اورویتسا (به رومانیایی: Oraviţa) در شهرستان کرش-سورین در کشور رومانی واقع شده‌است. جمعیت این شهر ۱۵٬۲۲۲ نفر  است.